# کنفرانس موسیقی زمستانی
کنفرانس موسیقی زمستانی (دابلیوام‌سی) یک کنفرانس یک هفته ای برای موسیقی الکترونیک است که از سال ۱۹۸۵ هر مارس در میامی بیچ، فلوریدا، ایالات متحده آمریکا برگزار می‌شود. همچنین به عنوان سکوی برتر موسیقی رقص الکترونیک شناخته می‌شود. این کنفرانس متخصصانی مانند هنرمندان، دی‌جی‌ها، نمایندگان مارک‌های ضبط (A&R)، تهیه‌کننده‌های موسیقی، ترقی‌دهندگان، رادیو و رسانه خبری برای سمینارها و گفتگوهای میزگرد دورهم جمع می‌کند. هزاران شرکت کننده سالانه از سراسر جهان در دابلیوام‌سی شرکت می‌کنند.

## جوایز بین‌المللی موسیقی رقص

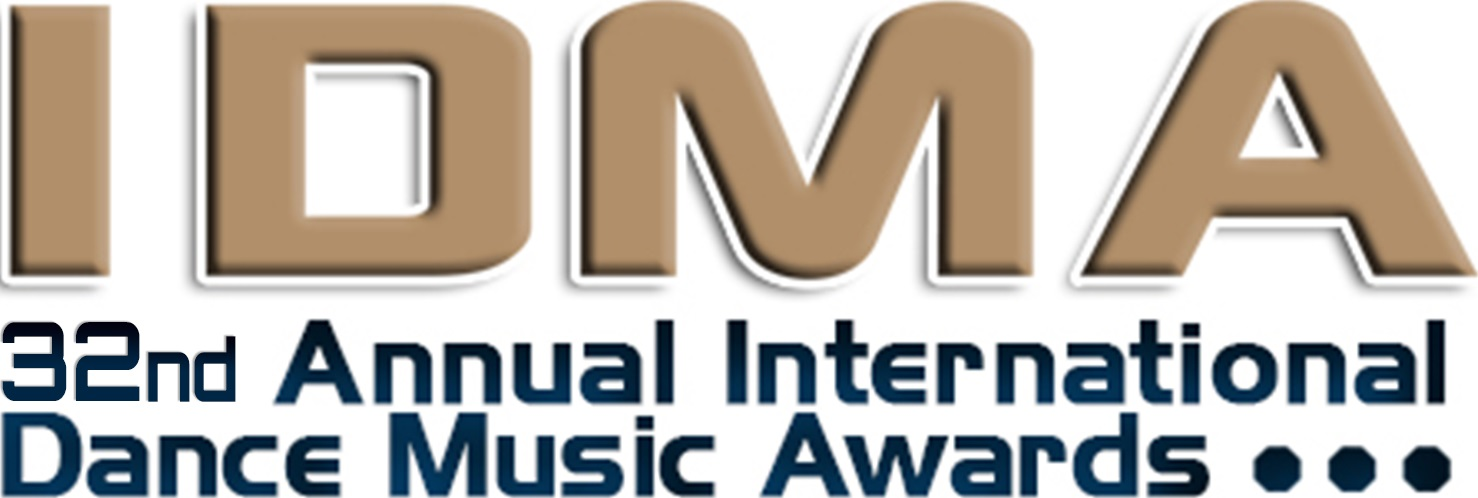
آرم سی و دومین جوایز بین‌المللی موسیقی رقص سالانه که در سال ۲۰۱۸ برگزار شد، با قدردانی از کار در سال ۲۰۱۷

یک رویداد مهم در طول کنفرانس موسیقی زمستانی، جوایز بین‌المللی موسیقی رقص (آی‌دی‌ام‌ای) است. آی‌دی‌ام‌ای بخشی جدایی ناپذیر از دابلیوام‌سی هستند که سالانه بیش از دو میلیون رأی از علاقه‌مندان به موسیقی در ۲۰۹ کشور و منطقه برای شناسایی و تکریم دستاوردهای استثنایی در ۵۷ دسته جایزه کسب می‌کند.
آی‌دی‌ام‌ای از زمان تأسیس دابلیوام‌سی در سال ۱۹۸۵، بجز سال ۲۰۱۷، هر ساله برگزار می‌شوند. در سال ۲۰۱۸ آنها یک بار دیگر برگزار شدند اما برندگان توسط دابلیوام‌سی بدون رای‌گیری عمومی انتخاب شدند. سال ۲۰۱۹، اولین رای عمومی به آی‌دی‌ام‌ای از زمان خریداری دابلیوام‌سی توسط هفته موسیقی میامی - برگزار کنندگان جشنواره موسیقی اولترا بود.